# Robert Earnshaw
Robert Earnshaw (ur. 6 kwietnia 1981 w Mufulira, Zambia) - walijski piłkarz grający na pozycji napastnika. Były reprezentant Walii.

## Życiorys

### Kariera klubowa
Był zawodnikiem klubów: Cardiff City, Greenock Morton F.C., West Bromwich Albion, Norwich City, Derby County F.C., Nottingham Forest F.C., Maccabi Tel Awiw, Toronto FC, Blackpool F.C., Chicago Fire, Vancouver Whitecaps FC i Whitecaps FC 2.        

### Kariera reprezentacyjna
Był reprezentantem Walii U-21 i Walii.

## Bibliografia

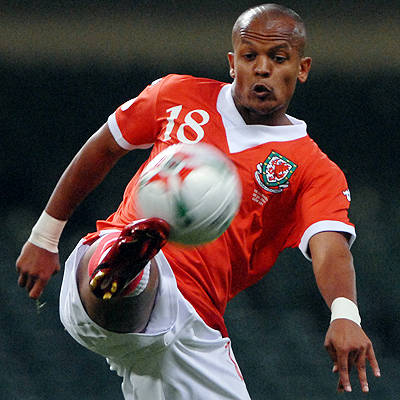